# Алумине
Алумине (исп. Aluminé) — озеро ледникового происхождения в провинции Неукен, Аргентина. Алумине получает воду, которая вытекает из озера Мокеуэ. Площадь поверхности — 57 км². Высота над уровнем моря — 1150 м.
Озеро находится у подножия вулкана Батеа-Мавида в долине, ориентированной с запада на восток. Принадлежит к бассейну реки Рио-Негро, с которой соединяется реками Алумине, Кольон-Кура и Лимай.
На северо-западном его берегу находится селение Вилья-Пеуэнья, основой деятельности жителей которого является туризм. Озеро и окрестные леса пользуются успехом у гостей этих мест.